# Tres Cerros
Tres Cerros est une localité rurale argentine située dans les départements de Deseado et Magallanes, dans la province de Santa Cruz.